# Ведат Мурићи
Ведат Мурићи (алб. Vedat Muriqi; Призрен, 24. април 1994) албански је фудбалер са Косова и Метохије и репрезентативац Републике Косово. Тренутно наступа за Мајорку и игра на позицији нападача.

## Успеси
Чајкур Ризеспор
- Прва лига Турске: 2017/18.[11]

Појединачни
- Најбољи фудбалер Републике Косово: 2019.[12]